# Kathleen Mavourneen
Kathleen Mavourneen és una cançó escrita el 1837, amb música composta per Frederick Crouch i lletra d'una Sra. Crawford. El nom propi de Crawford és citat de diverses maneres com ara Annie, Julia, Louise Macartney, Louise Matilda Jane, o Marion. Crouch també és incorrectament esmentat de vegades com l'autor de la lletra de la cançó. Va ser popular durant la Guerra Civil Americana. "Mavourneen" és un terme afectuós derivat del gaèlic irlandès mo mhuirnín, que significa "la meva estimada".
La soprano irlandesa Catherine Hayes (1818–1861), la primera dona irlandesa que va cantar a La Scala de Milà, va aprendre "Kathleen Mavourneen" mentre estudiava cant a Dublín. Es va convertir en la seva melodia distintiva durant els seus concerts, i la va cantar per a la reina Victòria i més de 500 convidats reials durant una actuació al Palau de Buckingham el juny de 1849. "Kathleen Mavourneen" va guanyar popularitat entre el públic estatunidenc com a resultat directe de les gires internacionals de concerts de Hayes entre 1851 i 1856.
La cançó té un paper destacat a la novel·la històrica de la Guerra Civil americana de Michael Shaara anomenada The Killer Angels i la seva adaptació cinematogràfica Gettysburg. A la novel·la, el general de brigada confederat Lewis A. Armistead recordava un sopar a la casa matrimonial del seu millor amic, el general major de la Unió Winfield Scott Hancock, a la guarnició de l'exèrcit nord-americà a Los Angeles, Califòrnia el 1861 (època en què Armistead era un important i Hancock un capità), quan la cançó es va cantar allí aquella nit. Això va ser la nit abans que Armistead i diversos altres oficials del sud haguessin de marxar cap a la Confederació, després d'haver renunciat a les seves comissions de l'exèrcit nord-americà. Armistead i el general de brigada confederat Richard B. Garnett —que també va estar present al sopar— són assassinats i Hancock és greument ferit quan les brigades d'Armistead i Garnett assalten la posició defensada pel 2n Cos de Hancock al Cementeri Ridge de Gettysburg durant la càrrega de Pickett. A Gettysburg, "Kathleen Mavourneen" és cantada una vegada per un tenor irlandès al campament confederat i després s'utilitza amb freqüència com a tema a la partitura musical de Randy Edelman per a la pel·lícula.
Diverses pel·lícules mudes es van titular Kathleen Mavourneen, el primer drama d'aquest tipus es va produir el 1906 protagonitzat per Kitty O'Neil, Walter Griswoll i H.L. Bascomb. Altres pel·lícules mudes d'aquest tipus es van produir el 1911, 1913 i 1919, l'última d'elles protagonitzada per Theda Bara. Es van produir dues pel·lícules sonores amb aquest títol, el 1930 i el 1937. A l'estrena de la pel·lícula de 1919, grups irlandesos i catòlics van protestar no només per la representació d'Irlanda, sinó per l'ús d'una actriu jueva per al paper principal. Fox Film Corporation va retirar la pel·lícula després de diversos disturbis al cinema i amenaces de bomba.